# Sandon Stolle
Sandon Stolle (Sydney, Austràlia, 13 de juliol de 1970) és un tennista australià retirat, fill del també tennista australià Fred Stolle.
Es va especialitzar en la modalitat de dobles masculins, on va aconseguir un total de 22 títols i va arribar al segon lloc del rànquing mundial. En el seu palmarès destaca un títol de Grand Slam en quatre finals disputades, el US Open aconseguit l'any 1998. També va formar part de l'equip australià de Copa Davis en diverses ocasions i va participar en la consecució del títol en l'edició de 1999.

## Torneigs de Grand Slam

### Dobles masculins: 4 (1−3)
| Resultat  | Núm. | Any  | Torneig       | Parella       | Oponents                       | Marcador         |
| --------- | ---- | ---- | ------------- | ------------- | ------------------------------ | ---------------- |
| Finalista | 1.   | 1995 | US Open       | Alex O'Brien  | Todd Woodbridge Mark Woodforde | 3−6, 3−6         |
| Guanyador | 1.   | 1998 | US Open       | Cyril Suk     | Mark Knowles Daniel Nestor     | 4−6, 7−6(8), 6−2 |
| Finalista | 2.   | 2000 | Roland Garros | Paul Haarhuis | Todd Woodbridge Mark Woodforde | 6−7(7), 4−6      |
| Finalista | 3.   | 2000 | Wimbledon     | Paul Haarhuis | Todd Woodbridge Mark Woodforde | 3−6, 4−6, 1−6    |

## Palmarès

### Dobles masculins: 51 (22−29)
| Llegenda (pre/post 2009)                                 |
| -------------------------------------------------------- |
| Grand Slams (1−3)                                        |
| Tennis Masters Cup / ATP Finals (0−0)                    |
| ATP Masters Series / ATP World Tour Masters 1000 (4−7)   |
| ATP International Series Gold / ATP World Tour 500 (2−2) |
| ATP International Series / ATP World Tour 250 (14−16)    |

| Títols per superfície |
| --------------------- |
| Dura (16−17)          |
| Gespa (2−3)           |
| Terra batuda (0−7)    |
| Moqueta (4−2)         |

| Resultat  | Núm. | Data                   | Torneig                         | Superfície   | Parella           | Oponents                             | Marcador            |
| --------- | ---- | ---------------------- | ------------------------------- | ------------ | ----------------- | ------------------------------------ | ------------------- |
| Guanyador | 1.   | 26 d'octubre de 1992   | Taipei, Taiwan                  | Moqueta      | John Fitzgerald   | Patrick Baur C. van Rensburg         | 7−6, 6−2            |
| Guanyador | 2.   | 17 de gener de 1993    | Sydney, Austràlia               | Dura         | Jason Stoltenberg | Luke Jensen Murphy Jensen            | 6−3, 6−4            |
| Finalista | 1.   | 1 de març de 1993      | Scottsdale, Estats Units        | Dura         | Luke Jensen       | Mark Keil Dave Randall               | 5−7, 4−6            |
| Finalista | 2.   | 18 d'abril de 1993     | Hong Kong, Hong Kong            | Dura         | Jason Stoltenberg | David Wheaton Todd Woodbridge        | 1−6, 3−6            |
| Guanyador | 3.   | 18 de gener de 1994    | Sydney (2)                      | Dura         | Darren Cahill     | Mark Kratzmann Laurie Warder         | 6−1, 7−6            |
| Finalista | 3.   | 28 de febrer de 1994   | Scottsdale (2)                  | Dura         | Alex O'Brien      | Jan Apell Ken Flach                  | 0−6, 4−6            |
| Guanyador | 4.   | 4 d'abril de 1994      | Osaka, Japó                     | Dura         | Martin Damm       | David Adams Andrei Olhovskiy         | 6−4, 6−4            |
| Guanyador | 5.   | 15 d'agost de 1994     | Cincinnati, Estats Units        | Dura         | Alex O'Brien      | Wayne Ferreira Mark Kratzmann        | 6−7, 6−3, 6−2       |
| Finalista | 4.   | 13 de febrer de 1995   | San Jose, Estats Units          | Dura (i)     | Alex O'Brien      | Jim Grabb Patrick McEnroe            | 6−3, 5−7, 0−6       |
| Finalista | 5.   | 15 de maig de 1995     | Pinehurst, Estats Units         | Terra batuda | Alex O'Brien      | Todd Woodbridge Mark Woodforde       | 2−6, 4−6            |
| Finalista | 6.   | 31 de juliol de 1995   | Mont-real, Canadà               | Dura         | Brian MacPhie     | Ievgueni Kàfelnikov Andrei Olhovskiy | 2−6, 2−6            |
| Finalista | 7.   | 11 de setembre de 1995 | US Open, Estats Units           | Dura         | Alex O'Brien      | Todd Woodbridge Mark Woodforde       | 3−6, 3−6            |
| Finalista | 8.   | 15 de gener de 1996    | Sydney                          | Dura         | Patrick McEnroe   | Ellis Ferreira Jan Siemerink         | 7−5, 4−6, 1−6       |
| Finalista | 9.   | 15 d'abril de 1996     | Nova Delhi, Índia               | Dura         | Byron Black       | Jonas Björkman Nicklas Kulti         | 6−4, 4−6, 4−6       |
| Finalista | 10.  | 5 d'agost de 1996      | Cincinnati                      | Dura         | Cyril Suk         | Mark Knowles Daniel Nestor           | 6−3, 3−6, 4−6       |
| Guanyador | 6.   | 23 de setembre de 1996 | Ostrava, Txèquia                | Moqueta (i)  | Cyril Suk         | Ján Krošlák Karol Kučera             | 7−6, 6−3            |
| Finalista | 11.  | 10 de febrer de 1997   | Dubai, Emirats Àrabs Units      | Dura         | Cyril Suk         | Sander Groen Goran Ivanišević        | 6−7, 3−6            |
| Finalista | 12.  | 17 de febrer de 1997   | Anvers, Bèlgica                 | Dura (i)     | Cyril Suk         | David Adams Olivier Delaître         | 6−3, 2−6, 1−6       |
| Finalista | 13.  | 9 de juny de 1997      | Londres, Regne Unit             | Gespa        | Cyril Suk         | Mark Philippoussis Patrick Rafter    | 2−6, 6−4, 5−7       |
| Guanyador | 7.   | 16 de juny de 1998     | Newport, Estats Units           | Gespa        | Doug Flach        | Scott Draper Jason Stoltenberg       | 6−2, 4−6, 7−6       |
| Guanyador | 8.   | 3 d'agost de 1998      | Los Angeles, Estats Units       | Dura         | Patrick Rafter    | Jeff Tarango Daniel Vacek            | 6−4, 6−4            |
| Guanyador | 9.   | 14 de setembre de 1998 | US Open                         | Dura         | Cyril Suk         | Mark Knowles Daniel Nestor           | 4−6, 7−6, 6−2       |
| Guanyador | 10.  | 15 de febrer de 1999   | Dubai                           | Dura         | Wayne Black       | David Adams J-L. de Jager            | 4−6, 6−1, 6−4       |
| Finalista | 14.  | 8 de març de 1999      | Scottsdale (3)                  | Dura         | Mark Knowles      | Justin Gimelstob Richey Reneberg     | 4−6, 7−6, 3−6       |
| Guanyador | 11.  | 15 de març de 1999     | Indian Wells, Estats Units      | Dura         | Wayne Black       | Ellis Ferreira Rick Leach            | 7−6(4), 6−3         |
| Guanyador | 12.  | 29 de març de 1999     | Miami, Estats Units             | Dura         | Wayne Black       | Boris Becker J-M. Gambill            | 6−1, 6−1            |
| Guanyador | 13.  | 18 d'octubre de 1999   | Viena, Àustria                  | Dura (i)     | David Prinosil    | Piet Norval Kevin Ullyett            | 6−3, 6−4            |
| Finalista | 15.  | 25 d'octubre de 1999   | Lió, França                     | Moqueta (i)  | Wayne Ferreira    | Piet Norval Kevin Ullyett            | 6−4, 6−7, 6−7       |
| Finalista | 16.  | 10 de gener de 2000    | Adelaida, Austràlia             | Dura         | Lleyton Hewitt    | Todd Woodbridge Mark Woodforde       | 4−6, 2−6            |
| Finalista | 17.  | 17 de gener de 2000    | Sydney (2)                      | Dura         | Lleyton Hewitt    | Todd Woodbridge Mark Woodforde       | 5−7, 4−6            |
| Finalista | 18.  | 20 de març de 2000     | Indian Wells                    | Dura         | Paul Haarhuis     | Alex O'Brien Jared Palmer            | 4−6, 6−7            |
| Finalista | 19.  | 24 d'abril de 2000     | Montecarlo, Mònaco              | Terra batuda | Paul Haarhuis     | Wayne Ferreira Ievgueni Kàfelnikov   | 3−6, 6−2, 1−6       |
| Finalista | 20.  | 1 de maig de 2000      | Barcelona, Espanya              | Terra batuda | Paul Haarhuis     | Nicklas Kulti Mikael Tillström       | 2−6, 7−6(2), 6−7(5) |
| Finalista | 21.  | 22 de maig de 2000     | Hamburg, Alemanya               | Terra batuda | Wayne Arthurs     | Todd Woodbridge Mark Woodforde       | 7−6(4), 4−6, 3−6    |
| Finalista | 22.  | 12 de juny de 2000     | Roland Garros, França           | Terra batuda | Paul Haarhuis     | Todd Woodbridge Mark Woodforde       | 6−7, 4−6            |
| Finalista | 23.  | 26 de juny de 2000     | 's-Hertogenbosch, Països Baixos | Gespa        | Paul Haarhuis     | Martin Damm Cyril Suk                | 4−6, 7−6, 6−7       |
| Finalista | 24.  | 10 de juliol de 2000   | Wimbledon, Regne Unit           | Gespa        | Paul Haarhuis     | Todd Woodbridge Mark Woodforde       | 3−6, 4−6, 1−6       |
| Guanyador | 14.  | 31 de juliol de 2000   | Los Angeles, Estats Units       | Dura         | Paul Kilderry     | J-M. Gambill Scott Humphries         | Renúncia            |
| Guanyador | 15.  | 21 d'agost de 2000     | Indianapolis, Estats Units      | Dura         | Lleyton Hewitt    | Jonas Björkman Max Mirnyi            | 6−2, 3−6, 6−3       |
| Guanyador | 16.  | 13 de novembre de 2000 | Lió                             | Moqueta      | Paul Haarhuis     | Ivan Ljubičić Jack Waite             | 6−1, 6−7, 7−6       |
| Guanyador | 17.  | 15 de gener de 2001    | Sydney (3)                      | Dura         | Daniel Nestor     | Jonas Björkman Todd Woodbridge       | 2−6, 7−6(4), 7−6(5) |
| Guanyador | 18.  | 4 de març de 2001      | Dubai (2)                       | Dura         | Joshua Eagle      | Daniel Nestor Nenad Zimonjić         | 6−4, 6−4            |
| Finalista | 25.  | 7 de maig de 2001      | Roma, Itàlia                    | Terra batuda | Daniel Nestor     | Wayne Ferreira Ievgueni Kàfelnikov   | 4−6, 6−7(6)         |
| Finalista | 26.  | 14 de maig de 2001     | Hamburg (2)                     | Terra batuda | Daniel Nestor     | Jonas Björkman Todd Woodbridge       | 6−7(2), 6−3, 3−6    |
| Guanyador | 19.  | 18 de juny de 2001     | Halle, Alemanya                 | Gespa        | Daniel Nestor     | Max Mirnyi Patrick Rafter            | 6−4, 6−7(5), 6−1    |
| Guanyador | 20.  | 8 d'octubre de 2001    | Moscou, Rússia                  | Moqueta (i)  | Max Mirnyi        | Mahesh Bhupathi Jeff Tarango         | 6−3, 6−0            |
| Guanyador | 21.  | 22 d'octubre de 2001   | Stuttgart, Alemanya             | Dura (i)     | Max Mirnyi        | Ellis Ferreira Jeff Tarango          | 7−6(0), 7−6(4)      |
| Finalista | 27.  | 13 de gener de 2002    | Sydney (3)                      | Dura         | Joshua Eagle      | Donald Johnson Jared Palmer          | 4−6, 4−6            |
| Finalista | 28.  | 3 de març de 2002      | Dubai (2)                       | Dura         | Joshua Eagle      | Mark Knowles Daniel Nestor           | 6−3, 3−6, [11−13]   |
| Finalista | 29.  | 6 d'octubre de 2002    | Moscou                          | Moqueta (i)  | Joshua Eagle      | Roger Federer Max Mirnyi             | 4−6, 6−7(0)         |
| Guanyador | 14.  | 13 d'octubre de 2002   | Viena (2)                       | Dura         | Joshua Eagle      | Jiří Novák Radek Štěpánek            | 6−4, 6−3            |

### Equips: 1 (0−1)
| Resultat  | Núm. | Data                     | Torneig                        | Superfície       | Equip                                        | Oponents                                                     | Marcador |
| --------- | ---- | ------------------------ | ------------------------------ | ---------------- | -------------------------------------------- | ------------------------------------------------------------ | -------- |
| Finalista | 1.   | 8−10 de desembre de 2000 | Copa Davis, Barcelona, Espanya | Terra batuda (i) | Lleyton Hewitt Patrick Rafter Mark Woodforde | Joan Balcells Àlex Corretja Albert Costa Juan Carlos Ferrero | 1−3      |

## Trajectòria

### Individual
| Open d'Austràlia | A   | 1R  | 2R    | 1R   | 2R  | 1R  | 2R    | 1R    | 1R   | 2R  | 0 / 9     | 4 − 9     |
| Roland Garros | A   | A   | A     | 1R   | A   | A   | 1R    | 2R    | A    | A   | 0 / 3     | 1 − 3     |
| Wimbledon | A   | 2R  | 3R    | 2R   | A   | 1R  | 3R    | 3R    | A    | 2R  | 0 / 7     | 9 − 7     |
| US Open | A   | A   | 2R    | A    | A   | A   | 1R    | A     | A    | A   | 0 / 2     | 1 − 2     |
| Total Victòries−Derrotes                                                                                                   | 2−3 | 5−7 | 19−20 | 8−19 | 4−6 | 7−9 | 23−20 | 23−19 | 6−12 | 3−4 | 100 − 120 | 100 − 120 |
| Rànquing a final d'any | 228 | 156 | 71    | 182  | 212 | 179 | 58    | 83    | 238  | 375 |           |           |
| Llegenda: G: Guanyador; F: Finalista; SF: Semifinalista; QF: Quarts de final; Q: Qualificació; A: Absent; RR: Round Robin; |     |     |       |      |     |     |       |       |      |     |           |           |

### Dobles masculins
| Open d'Austràlia | A   | 2R  | 2R    | 1R    | 1R    | 1R    | 2R    | 2R    | 3R    | 3R    | 3R    | QF    | 3R    | 1R   | 0 / 13    | 15 − 13   |
| Roland Garros | A   | A   | 1R    | 1R    | A     | 2R    | 2R    | 1R    | 1R    | 3R    | F     | 3R    | 2R    | A    | 0 / 10    | 12 − 10   |
| Wimbledon | A   | A   | 1R    | 1R    | 2R    | 3R    | 2R    | 3R    | 3R    | QF    | F     | 2R    | 3R    | A    | 0 / 11    | 19 − 11   |
| US Open | A   | A   | 1R    | 1R    | 3R    | F     | 2R    | A     | G     | QF    | QF    | SF    | 1R    | A    | 1 / 10    | 24 − 9    |
| Tennis Masters Cup | A   | A   | A     | A     | A     | A     | A     | A     | RR    | SF    | RR    | A     | NC    | A    | 0 / 3     | 4 − 6     |
| Total Victòries−Derrotes                                                                                                   | 1−2 | 4−4 | 13−15 | 25−21 | 40−19 | 31−24 | 32−23 | 24−15 | 38−25 | 50−27 | 68−27 | 47−20 | 42−27 | 0−2  | 415 − 251 | 415 − 251 |
| Rànquing a final d'any | 366 | 188 | 105   | 69    | 16    | 23    | 40    | 39    | 14    | 9     | 3     | 5     | 19    | 1205 |           |           |
| Llegenda: G: Guanyador; F: Finalista; SF: Semifinalista; QF: Quarts de final; Q: Qualificació; A: Absent; RR: Round Robin; |     |     |       |       |       |       |       |       |       |       |       |       |       |      |           |           |